# Länsväg 233
| 233 |

Länsväg 233 er en primær länsväg i Sverige mellem Örebro, Dalarnas og Västmanlands län. Vejen løber mellem Kopparberg (Riksväg 50) og Ramnäs (Riksväg 66) via bl.a. Malingsbo, Godkärra (Riksväg 68), Skinnskatteberg og Gunnilbo. Længden er ca. 83 km.
| Veje og vejanlæg | Spire Denne artikel om veje eller vejanlæg er en spire som bør udbygges. Du er velkommen til at hjælpe Wikipedia ved at udvide den. |